# Mentore Maggini
Mentore Maggini (Empoli, 6 febbraio 1890 – Teramo, 8 maggio 1941) è stato un astrofisico italiano.

## Biografia
Dal 1926 direttore dell'allora Osservatorio astronomico di Collurania, presso Teramo, oggi divenuto Osservatorio astronomico d'Abruzzo, è conosciuto per i suoi studi su Marte che aveva iniziato presso l'Osservatorio Ximeniano dei padri Scolopi a Firenze. Su questo argomento pubblicò, nel 1939 il volume Il pianeta Marte.
Suo anche il Libro di Urania dedicato alla figlia prematuramente scomparsa.
Studiò anche i sistemi stellari binari fotometrici e per queste ricerche fece costruire a Collurania un nuovo prototipo di interferometro.
Gli è stato intitolato un cratere di 143 km di diametro sul pianeta Marte.
Era fratello di Francesco Maggini, dantista.

## Pubblicazioni
- La cometa di Brooks, in Rivista di astronomia e scienze affini, V [1911], pp. 448-450;
- L'ombra secondaria sull'anello di Saturno, ibid., pp. 461-471);
- Osservazioni della variabile 68 u Herculis = Ch. 6202, in Memorie della Società degli spettroscopisti italiani, s. 2, II [1913], pp. 3-10;
- Osservazioni sulla variabile X Herculis, ibid., III [1914], pp. 2 s.;
- Sullo spostamento in longitudine di alcune macchie di Marte, in Atti della Reale Accademia nazionale dei Lincei. Rendiconti, classe di scienze fisiche, matematiche e naturali, s. 5, XXXII [1923], pp. 89-91;
- La distribuzione del potere radiante sui dischi planetari, determinata con l'interferometro, ibid., XXXIII [1924], pp. 388-392;
- Sulla lunghezza d'onda effettiva degli astri e su di un metodo per determinarla mediante l'interferometro, in Atti della Reale Accademia nazionale dei Lincei. Rendiconti, classe di scienze fisiche, matematiche e naturali, s. 6, VII [1928], pp. 56-61;
- Sulla misura interferometrica della lunghezza d'onda effettiva di stelle doppie e della sua variazione con la distanza zenitale, ibid., VIII [1928], pp. 376-380;
- Orbita del sistema bGC 314 = 13 Ceti dedotta da misure interferometriche, in Astronomische Nachrichten, 1928, vol. 233, pp. 97-104;
- Ricerche polarigrafiche sui pianeti, in Note e comunicazioni del R. Osservatorio astronomico "V. Cerulli", 1929, n. 4, pp. 3-23;
- L'interferometro come fotometro, ibid., 1930, n. 5, pp. 1-32;
- Il tipo spettrale delle componenti di una stella doppia determinato con l'interferometro, in Atti della Reale Accademia nazionale dei Lincei. Rendiconti, classe di scienze fisiche, matematiche e naturali, s. 6, XI [1930], pp. 888-891;
- L'influenza del colore sulle misure fotoelettriche di stelle, ibid., XVIII [1933], pp. 223-225;
- La fotometria astronomica eterocromatica con cellule fotoelettriche, in Memorie della Società astronomica italiana, VIII [1934], pp. 47-74;
- I due fotometri fotoelettrici di Collurania, in Memorie della Società astronomica italiana, VI [1932], pp. 5-15;
- Il moto di rotazione delle stelle, in Scientia, LV [1934], pp. 186-191;
- L'effetto selettivo nei sistemi ad eclissi, in Memorie della Società astronomica italiana, X [1936], pp. 229-254
- Il pianeta Marte, Ulrico Hoepli, Milano, 1939 [5]